# Ciobănesc Românesc Carpatin
Ciobănesc Românesc Carpatin (owczarek rumuński Karpatin) - rasa psów pasterskich, wyhodowanych w Rumunii w rejonie gór Karpat. Według statystyki FCI ta rasa psów jest zaklasyfikowana do grupy pierwszej obejmującej owczarki i psy pasterskie. Nie podlega próbom pracy.

## Ogólna charakterystyka
Owczarek karpacki to zwinny, dostojny pies o godnym zachowaniu i energicznym usposobieniu. W przypadku tej rasy szczególnie objawia się płciowy dymorfizm. Samce są większe, wyższe i znacznie silniejsze od samic. Rasa charakteryzuje się umięśnioną budową sylwetki, praktycznie niezauważalną z powodu gęstej sierści. Głowa Owczarka karpackiego jest podobna do wilczej, czoło szerokie i lekko zakrzywione. Nos duży, szeroki, zawsze koloru czarnego. Oczy ciemne, brązowe w kształcie migdałów. Ponieważ rasa ta została wyhodowana do straży nad stadami, pies ten jest doskonałym stróżem o zrównoważonym temperamencie i oddanym rodzinie.

## Temperament
Owczarek karpacki jest doskonałym przewodnikiem i stróżem, ze względu na swój wrodzony instynkt stadny i bezwarunkowe oddanie. Jest bardzo spokojnym i zrównoważonym psem. Owczarek karpacki traktuje człowieka jako część stada, a często jako lidera. W życiu psów tej rasy najważniejsze jest zachowanie odpowiedniej hierarchii i zaufanie ze strony właściciela.

## Historia
Pierwsza wzmianka nawiązująca do owczarka karpackiego umieszczona została w „Weterynaryjnym magazynie naukowym”, rok XV, numer 2.
Według najnowszych teorii, rasa owczarka karpackiego wywodzi się od ras psów opracowanych w Mezopotamii około 9000 lat temu jako psy towarzyszące stadom udomowionych owiec i kóz.

## Zdrowie
Owczarek karpacki jest psem zdrowym. Jedyne problemy dotyczą dysplazji stawu biodrowego. Większość psów tej rasy żyje przeważnie od 12 do 14 lat bez większych kłopotów zdrowotnych.